# Tàngara polida
La tàngara polida (Stilpnia cayana) és un ocell de la família dels tràupids (Thraupidae).

## Hàbitat i distribució
Habita clars de la selva pluvial, pantans, vegetació secundària, sabana arbustiva, bosc obert i ciutats de les terres baixes a l'est de Colòmbia, Veneçuela, Guaiana, est del Perú i nord del Brasil, a les terres baixes al nord de Bolívia, est i sud del Brasil, est de Paraguai i nord-est de l'Argentina.

## Taxonomia
Inclosa tradicionalment i encara per alguns autors al gènere Tangara, i a banda, es considera que està formada en realitat per dues espècies de ple dret:
- Stilpnia cayana (sensu stristo) - tàngara polida septentrional[3]
- Stilpnia flava (Gmelin, JF, 1789) - tàngara polida meridional.[4]